# Manuel Ortega (wielrenner)
Manuel Ortega Ocaña (Jaén, 7 juli 1981) is een Spaans voormalig professioneel wielrenner. Hij reed zijn gehele carrière, van 2006 tot 2011, voor Andalucía.

## Belangrijkste overwinningen
2009
- 1e etappe GP Rota dos Móveis

## Grote rondes
| Jaar | Ronde van Italië | Ronde van Frankrijk | Ronde van Spanje |
| ---- | ---------------- | ------------------- | ---------------- |
| 2006 |                  |                     |                  |
| 2007 |                  |                     | 102e             |
| 2008 |                  |                     | 83e              |
| 2009 |                  |                     | opgave           |
| 2010 |                  |                     | 123e             |
| 2011 |                  |                     |                  |